# August von Kotzebue

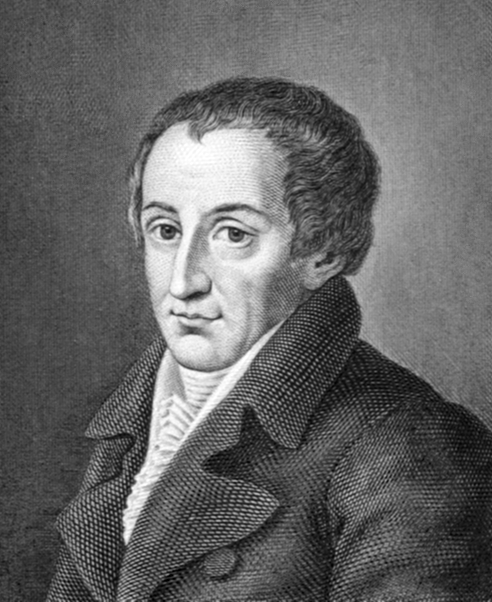
August von Kotzebue

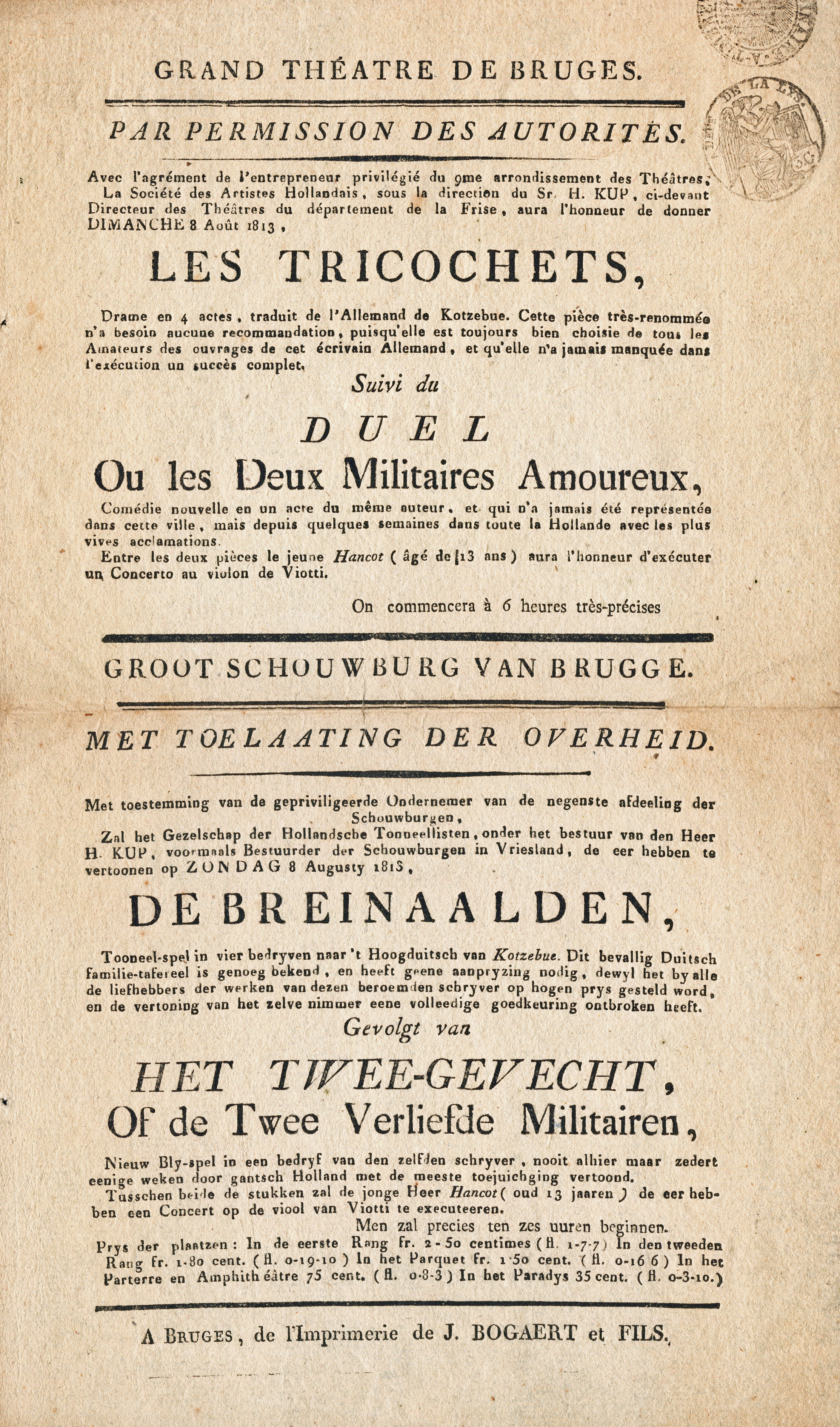
Aankondiging van de opvoering van twee toneelstukken van August von Kotzebue in de schouwburg van Brugge op 8 augustus 1813

August Friedrich Ferdinand von Kotzebue (Russisch: Август Фридрих Фердинанд фон Коцебу) (Weimar, 3 mei 1761 - Mannheim, 23 maart 1819) was een Duitse toneelschrijver en diplomaat. Kotzebue was een van de meest gelezen auteurs van zijn tijd en door het volkse karakter van zijn werk was hij veel populairder dan Schiller en Goethe. Kotzebue wordt beschouwd als de grootste criticus van Goethe en Schiller.

## Biografie
August von Kotzebue was de zoon van een ambtenaar. Hij richtte als student te Weimar een amateurtoneelgroep op, waarvoor hij drama's en komedies schreef. Hij ging na beëindiging van zijn juridische studies in 1781 naar Rusland, maakte carrière als schouwburgdirecteur en is door Catharina de Grote in de adelstand verheven. Hij was lid van vrijmetselaarsloges in Tallinn (destijds Reval) en Moskou. Na de dood van zijn vrouw in 1790 reisde hij rond in Europa. In 1795 hertrouwde hij, met Christiane von Krusenstern. In 1800 werd hij gevangengenomen in Rusland en dreigde op transport naar Siberië te worden gesteld. In 1806 publiceerde hij satires op de overwinning van Napoleon Bonaparte. In 1813 werd hij consul en Geheimraad in Koningsbergen.  
In 1817 terug in Weimar werd hij om zijn reactionaire houding en pen verdacht gemaakt als Russische spion en met dedain beschouwd als veelschrijver. Als monarchist bepleitte hij beperking van de academische vrijheid. Kotzebue week uit naar Mannheim, alwaar hij door de student theologie Karl Ludwig Sand werd vermoord. Deze moord werd aanleiding tot de besluiten van Karlsbad.

## Opvoeringen en waardering
De stukken van Kotzebue trokken veel publiek. Zijn taalgebruik was toegankelijk en zijn kracht was, dat hij kleine mensen in grootse, dramatische omstandigheden plaatste. Daarmee raakte hij een gevoelige snaar bij het publiek, dat zich gemakkelijk kon verplaatsen in de personages, die in eenvoudige lijnen geschetst werden. Zijn komedies werden geestig gevonden, met aardige motieven en vlotte dialogen. Ze waren gemakkelijk geschreven en handig in elkaar gezet. Kotzebue beschreef vrijmoedig erotische zaken in een voor die tijd ongewoon natuurlijke taal. In zijn stukken werd recht gedaan aan de zwakke in de samenleving. In Amsterdam zijn 120 toneelstukken van hem opgevoerd tussen 1790 en 1813, waaronder in 1796 De Negers. In 1791 werd de nieuwe Hoogduitsche schouwburg in Amsterdam ingewijd met Kind der Liebe. In 1800 schreef Hendrik Tollens het toneelstuk Iets van Kotzebue, tooneelstukje, in één bedryf. Zelfs bibliotheken op de Aleoeten hadden vertaald werk van Kotzebue in bezit. Dat werd opgemerkt door zijn zoon Otto die samen met de broer van zijn stiefmoeder Adam Johann von Krusenstern de wereldzeeën bevoer.
Veel recensenten waren lovend over Kotzebues werk, maar aan het begin van de 19e eeuw sloeg het sentiment om bij de critici en werd hij verguisd, onder andere om zijn onwaarschijnlijke plotwendingen. Toch bleef er waardering over en het weekblad de New-York Mirror noemde hem in 1823 hij in een adem met "Shakespeare en andere onsterfelijken". Het tijdschrift Vaderlandsche letteroefeningen daarentegen beoordeelde in 1816 een stuk als een smaak- en zouteloos vod, hoedanig ieder prulschrijver iedere week bij dozijnen leveren kan; het vertoont de armzaligste ongerijmdheden.

## Werken
Kotzebue schreef 211 toneelwerken, die grotendeels in de vergetelheid zijn geraakt. Mensenhaat en berouw, Armoede en grootheid en De onechte zoon zijn familiedrama's met veel onverwachte wendingen en ontknopingen.

### Een impressie van zijn werk:Mensenhaat en berouw
Mensenhaat en berouw was Kotzebues grootste succes. De hoofdpersonen zijn Meinau en Eulalia, die juffrouw Müller genoemd wordt.
Meinau is teleurgesteld in het leven, is daardoor een mensenhater geworden en woont met zijn knecht Frans verscholen in een hutje op een grafelijk landgoed. Hij redt de graaf van de verdrinkingsdood, waarna de graaf de voor hem onbekende Meinau uitnodigt voor een diner. Deze is er echter niet van gediend.
Juffrouw Müller is de voorbeeldige en trouwe huishoudster van de graaf en woont op het landgoed. Zij munt uit in goede zorgen, niet alleen voor de grafelijke familie, maar ook voor zieke inwoners van het nabij gelegen dorp. Aan hen geeft zij dure wijn uit de wijnkelder van de graaf. Juffrouw Müller heeft een geheim verdriet en een slecht geweten, en biecht op dat zij op de vlucht is: ze was getrouwd, maar had een hang naar ‘opschik’ en feesten en ze verliet haar man – die dat niet kon betalen – voor een ander. De gravin schrikt van dit verhaal, maar moet erkennen dat Eulalia diep berouw toont: zij heeft haar feestelijke leven totaal opgezegd en doet nu met totale overgave nederig werk.
De broer van de gravin, majoor Horst, herkent de onbekende man: het is zijn oude legerkameraad. Meinau blijkt door zijn vrouw in de steek gelaten te zijn en heeft zijn kinderen moeten onderbrengen bij een weduwe. Horst haalt Meinau over toch naar het diner te komen. Eulalia ziet Meinau binnenkomen, herkent haar ex-man en valt flauw, terwijl Meinau haar ook herkent en de zaal uit vlucht. De gravin en Horst bemiddelen dan tussen de voormalige echtelieden. Meinau vergeeft Eulalia en wil het gezin herenigen, maar Eulalia weigert, omdat zij de rest van haar leven boete wil doen. Meinau legt zich daarbij neer. Dan worden echter de kinderen erbij gehaald en het wordt duidelijk dat het gezin bij elkaar hoort. Meinau vergeeft Eulalia oprecht; het wordt haar duidelijk dat het hem menens is en van een berouwvolle echtbreekster is zij een deugdzame echtgenote en moeder geworden.

### Enkele reacties en kritieken
Das Epigramm — De zakenman, schrijver en dichter Willem de Clercq, die, onderweg naar Sint-Petersburg, Das Epigramm (Het epigram) in Bremen zag, vond het meeslepend en een van de beste stukken van Kotzebue. Dit contrasteert sterk met zijn oordeel over een ander stuk van deze auteur, dat hem de volgende ontboezeming ontlokt: Romantisch Toneelspel, nu ja Romantisch indien men dit zoo verkiest. Dit is een van die woorden welke en vogue zijn, zonder dat men eigentlijk regt wete wat dezelve betekenen. Ridders, Rovers, Kastelen, Tweegevechten...Schone decoratiën, veel voor het gezicht, weinig voor het hart en nog minder voor het verstand.
De kruisvaarders — De vurige katholiek Joseph Alberdingk Thijm zag in De kruisvaarders een helsche zucht om het Christendom verachtelijk te maken en werd met zijn vriend J.W. Cramer uit de Amsterdamse Stadsschouwburg verwijderd toen hij tijdens een voorstelling in 1843 een fluitconcert begon.
Het spook — Het Spook, Romantiesch Tooneelspel, met Chooren en Zangen, in vier Bedrijven; naar het Hoogduitsch van A. von Kotzebue. […] Ronduit noemen wij dit Romantisch Tooneelspel een smaak- en zouteloos vod, hoedanig ieder prulschrijver iedere week bij dozijnen leveren kan; het vertoont de armzaligste ongerijmdheden, zoo platweg daar ter neder gesteld als een verwilderd brein die maar kan opgeven […].